# Симптом барабанних паличок
Симптом барабанних паличок, також відомий як барабанні пальці — колбоподібне потовщення кінцевих фаланг пальців кистей та стоп, пов'язане з низкою захворювань, переважно серця, печінки чи легенів. Якщо спостерігається разом із набряком, болями та наявністю рідини в суглобах і аномальним періостальним потовщення кісток та шкіри, описується як гіпертрофічна остеоартропатія.
Найчастіше симптом пов'язаний з раком легенів, легеневими інфекціями, інтерстиціальним захворюванням легень, муковісцидозом або серцево-судинними захворюваннями. Барабанні палички також можуть передаватись у родині і не бути пов'язаними з іншими медичними проблемами.
Як симптом, барабанні пальці описані з часів Гіппократа.

## Причини
Наявність симптому барабанних паличок може бути пов'язана з наступними хворобами:

### Легеневі
- Рак легені[8]
- Інтерстиціальне захворювання легень, найчастіше ідіопатичний фіброзуючий альвеоліт
- Ускладнення туберкульозу
- Гнійні захворювання легенів: абсцес легені, емпієма, бронхоектатична хвороба, муковісцидоз
- Мезотеліома плеври
- Артеріовенозна фістула або порок розвитку
- Саркоїдоз

### Серцево-судинні
- Будь-яке захворювання, що супроводжується хронічною гіпоксією
- Вроджена ціанотична вада серця (найчастіша серцева причина)
- Підгострий бактеріальний ендокардит
- Міксома передсердя (доброякісна пухлина)
- Тетрада Фалло

### Шлунково-кишкові та гепатобіліарні
- Порушення всмоктування
- Хвороба Крона та неспецифічний виразковий коліт
- Цироз печінки, особливо при первинному біліарному холангіті[9]
- Гепатолегеневий синдром, ускладнення цирозу[10]

### Інші
- Хвороба Грейвса (аутоімунний гіпертиреоз) — у цьому випадку вона відома як тиреоїдна акропахія
- Сімейна (спадкова) гіпертрофічна остеоартропатія
- Псевдо-барабанні пальці — люди африканського походження часто можуть мати вигляд пальців, який можна сплутати з барабанними пальцями
- Судинні аномалії, такі як аневризма пахвової артерії.

## Діагностика

Червоним кольором позначено лінію нігтя при наявності симптому

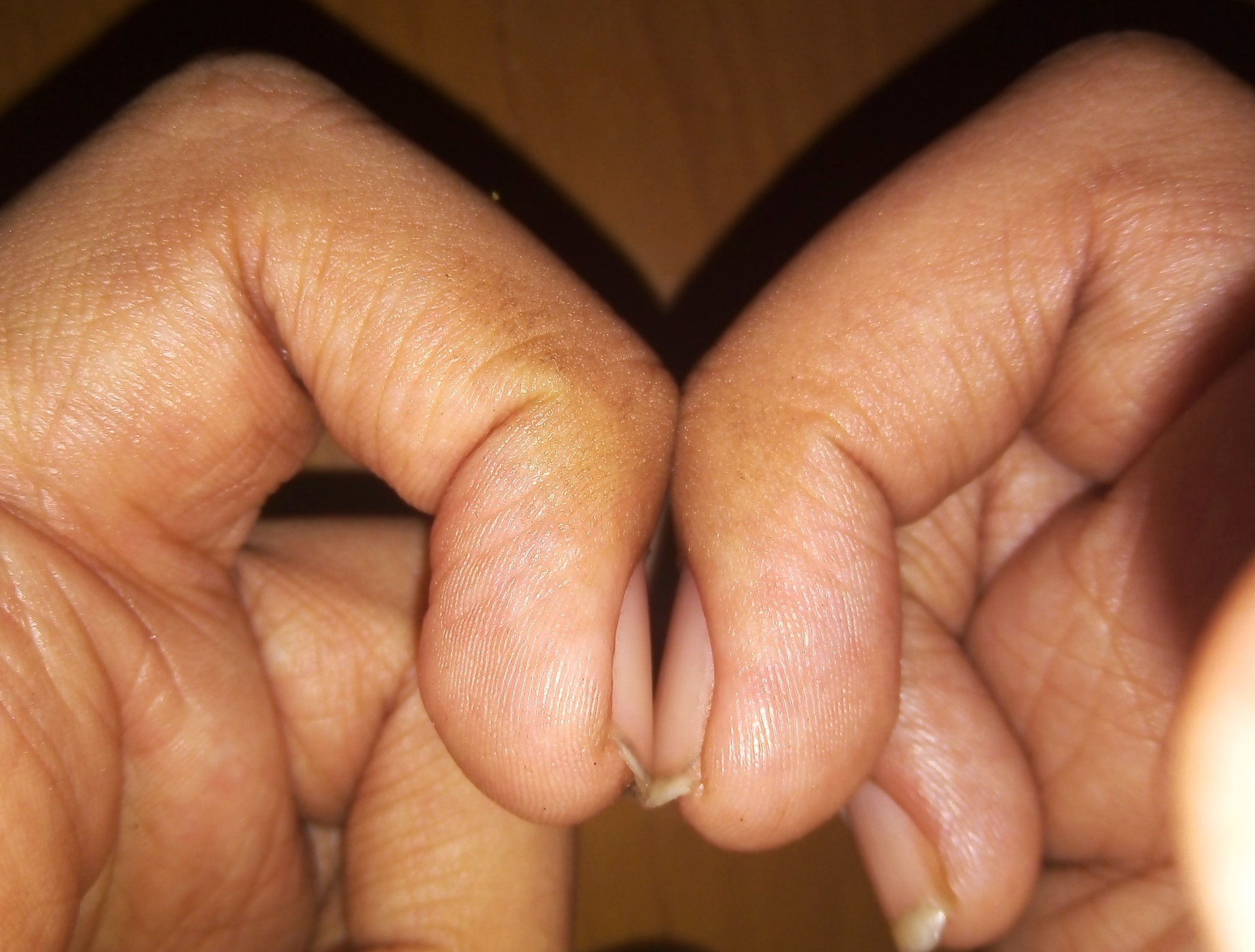
Тест віконця Шамрота для визначення наявності симптому

Якщо симптом візуально спостерігається, перед постановкою діагнозу потрібно виключити наявність псевдо-барабанних пальців.
Супутні захворювання можна визначити шляхом детального анамнезу — особлива увага приділяється захворюванням легенів, серця та шлунково-кишкового тракту — і проведення ретельного клінічного обстеження, яке може виявити супутні ознаки, пов'язані з основним діагнозом. Додаткові дослідження, такі як комп'ютерна томографія грудної клітки, можуть виявити безсимптомне серцево-легеневе захворювання.
Тест віконця Шамрота (вперше продемонстрований південноафриканським кардіологом Лео Шамротом на собі) — це поширений спосіб визначити наявність симптому барабанних паличок. Коли дистальні фаланги (кістки, найближчі до кінчиків пальців) пальців протилежних рук знаходяться одна навпроти одної (потрібно прикласти пальці обох рук ніготь до нігтя) між ними зазвичай видно невелике ромбоподібне «віконце». Якщо це віконце відсутнє, отже тест позитивний і в людини присутній цей симптом.

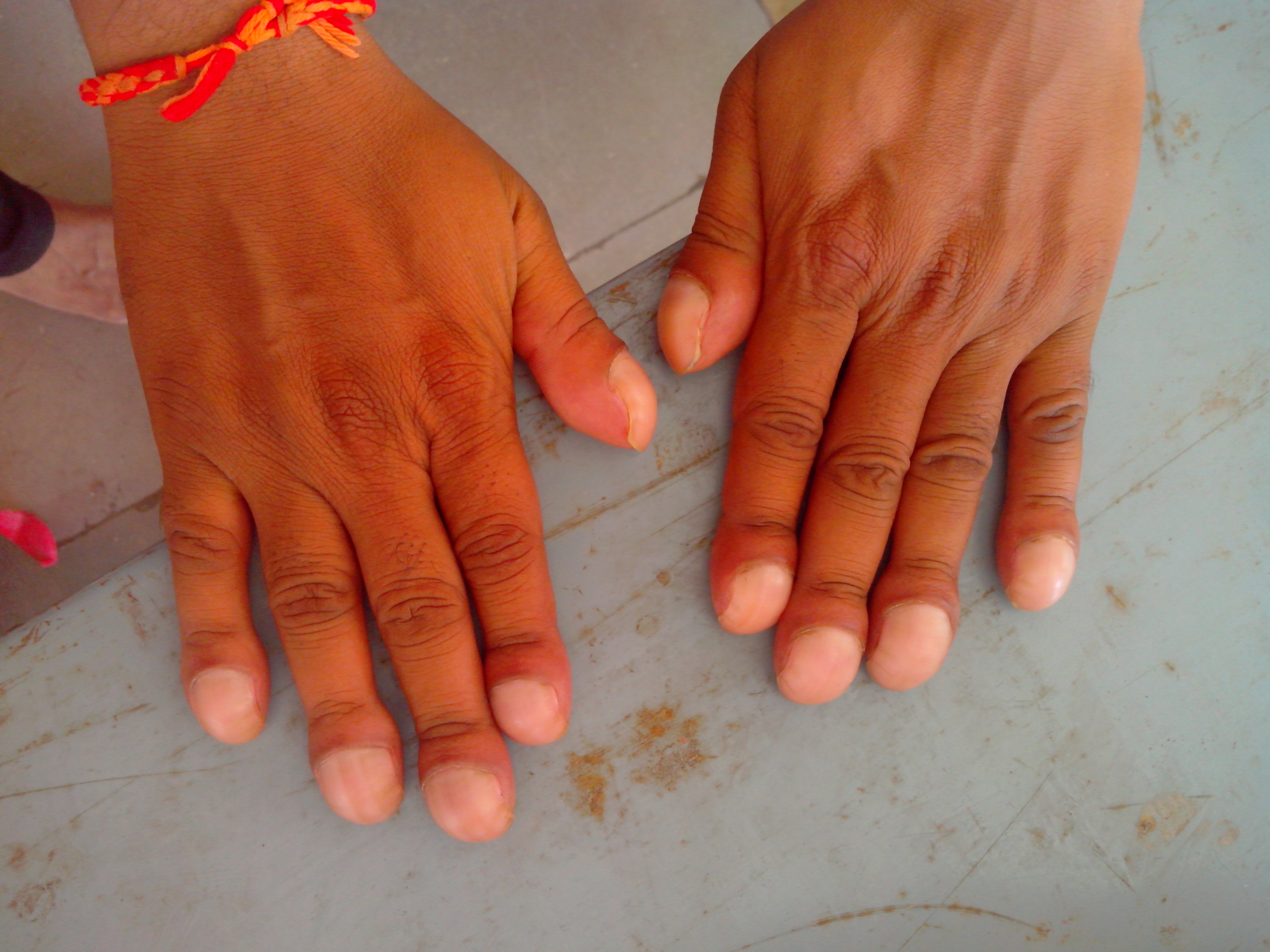
Яскраво виражені барабанні пальці
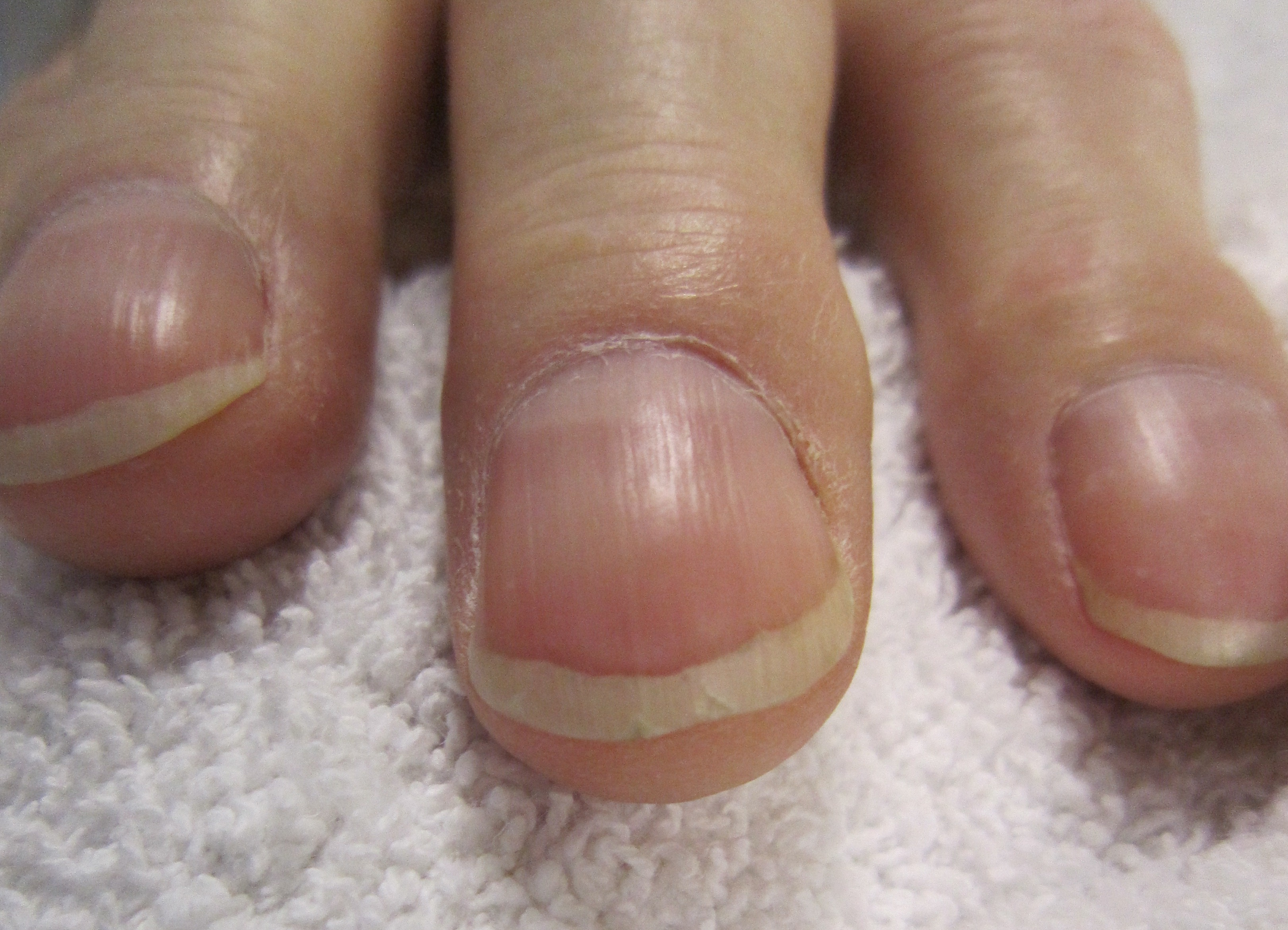
Вигляд спереду
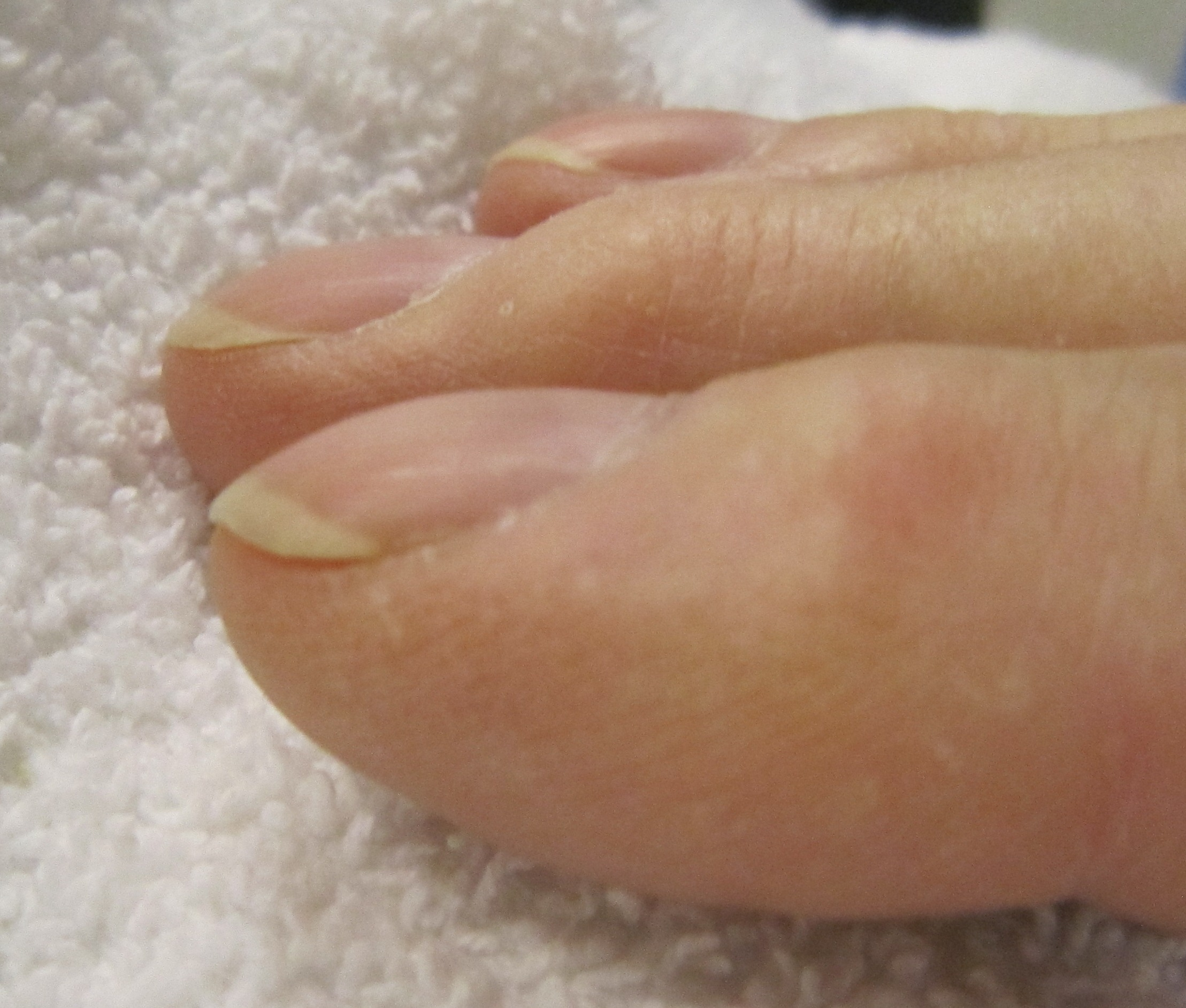
Вигляд збоку
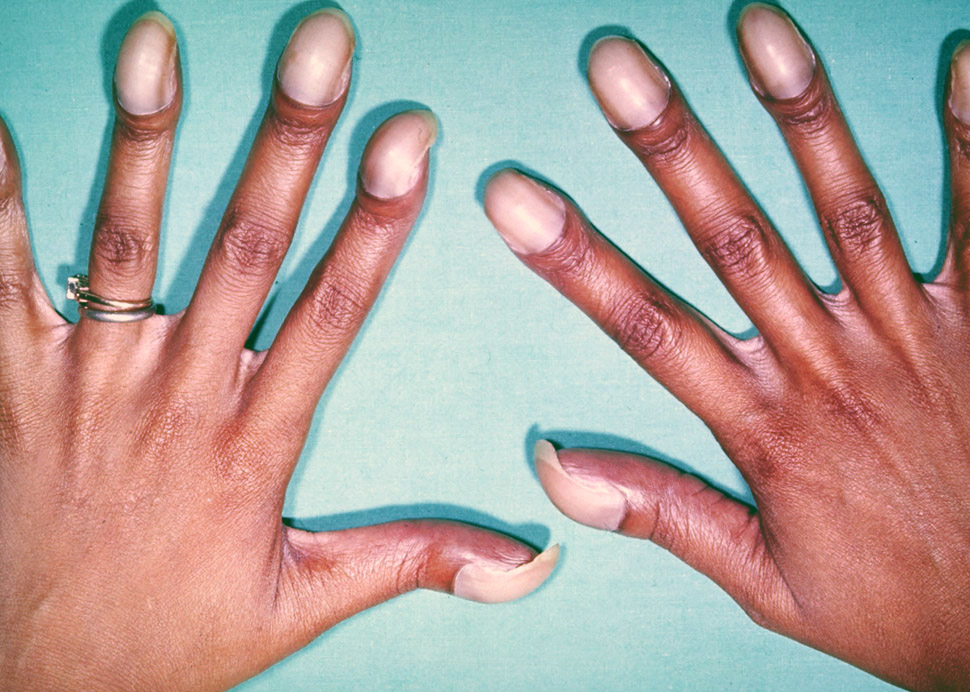
Ціанозні нігтьові ложе